# International Archives of Allergy and Immunology
International Archives of Allergy and Immunology, abgekürzt Int. Arch. Allergy Immunol., ist eine wissenschaftliche Fachzeitschrift, die vom Karger-Verlag veröffentlicht wird. Derzeit erscheint die Zeitschrift mit zwölf Ausgaben im Jahr. Es werden Arbeiten aus den Bereichen der Allergie und Immunologie veröffentlicht.
Der Impact Factor lag im Jahr 2014 bei 2,673. Nach der Statistik des ISI Web of Knowledge wird das Journal mit diesem Impact Factor in der Kategorie Allergie an zehnter Stelle von 24 Zeitschriften und in der Kategorie Immunologie an 79. Stelle von 148 Zeitschriften geführt.